# Apatania hirtipes
Apatania hirtipes är en nattsländeart som först beskrevs av Curtis 1835.  Apatania hirtipes ingår i släktet Apatania och familjen Apataniidae. Inga underarter finns listade i Catalogue of Life.